# Fanjakana (Beroroha)
Fanjakana è una città e comune del Madagascar situata nel distretto di Beroroha, regione di Atsimo-Andrefana. 
La popolazione del comune rilevata nel censimento 2001 era pari a 3 685 unità.